# Aspoeckiella hyalina
Aspoeckiella hyalina is een insect uit de familie van de vlinderhaften (Ascalaphidae), die tot de orde netvleugeligen (Neuroptera) behoort. 
Aspoeckiella hyalina is voor het eerst wetenschappelijk beschreven door Hölzel in 2004.